# Nieuwe Rus
Nieuwe Rus (Russisch: новый русский, novy roesski) is een stereotypische karikatuur van de nieuwe rijke klasse van zakenmensen in het Rusland van na de Sovjet-Unie. Volgens het stereotype hebben de Nieuwe Russen hun snelle rijkdom verkregen door het gebruik van semi-criminele methoden tijdens Ruslands chaotische omschakeling van een planeconomie naar een open-markt economie in de jaren 1990. De term is mogelijk afgeleid van het Franse nouveau riche (nieuwe rijken). De Nieuwe Russen figureren vaak in een hele generatie van Russische grappen.
Vanwege hun vaak slechts middelmatige opleiding en sociale achtergrond, worden Nieuwe Russen gezien als arrogante nouveau riche en opzichtige lieden, aandacht trekkende consumenten met een slechte smaak. Geld en statussymbolen, vooral juwelen en luxe-auto's, worden prominent tentoongespreid door de Nieuwe Russen. Begin jaren 1990 behoorden ook onder andere mobiele telefoons en purperen zijden jassen tot de prominente kenmerken van het Nieuwe-Russtereotype. Een groot scala aan eliterestaurants en nachtclubs, die hun diensten leveren aan de Nieuw-Russische sociale kring (тусовка; toesovka; samenkomen) is hierdoor onder andere in Moskou ontstaan.
De term impliceert een contrast met de oude Russen, het gewone volk dat niet economisch heeft geprofiteerd van de periode vanaf het einde van het communisme in Rusland.

## Verwante termen
Vanwege de criminele achtergrond die vaak aan het begrip wordt verbonden, wordt de term ook wel in verband gebracht met andere termen uit het criminele milieu als:
- krysja - dak: bescherming door criminelen tegen betaling van smeergeld;
- bratva - broederschap of broeders: nazaten uit het criminele milieu die criminele methoden en geweld gebruiken voor het oplossen van conflicten.